# Danh sách tiểu hành tinh: 38001–39000
| Tên                                                  | Tên đầu tiên                                         | Ngày phát hiện                                       | Nơi phát hiện                                        | Người phát hiện                                      |                                                      |                                                      |                                                      |                                                      |                                                      |                                                      |                                                      |                                                      |                                                      |                                                      |                                                      |                                                      |                                                      |                                                      |                                                      |                                                      |                                                      |                                                      |                                                      |                                                      |                                                      |                                                      |                                                      |                                                      |                                                      |                                                      |                                                      |                                                      |                                                      |                                                      |                                                      |                                                      |                                                      |                                                      |                                                      |                                                      |                                                      |                                                      |                                                      |                                                      |                                                      |                                                      |                                                      |                                                      |                                                      |
| 38001–38100 Danh sách các tiểu hành tinh/38001–38100 | 38001–38100 Danh sách các tiểu hành tinh/38001–38100 | 38001–38100 Danh sách các tiểu hành tinh/38001–38100 | 38001–38100 Danh sách các tiểu hành tinh/38001–38100 | 38001–38100 Danh sách các tiểu hành tinh/38001–38100 | 38101–38200 Danh sách các tiểu hành tinh/38101–38200 | 38101–38200 Danh sách các tiểu hành tinh/38101–38200 | 38101–38200 Danh sách các tiểu hành tinh/38101–38200 | 38101–38200 Danh sách các tiểu hành tinh/38101–38200 | 38101–38200 Danh sách các tiểu hành tinh/38101–38200 | 38201–38300 Danh sách các tiểu hành tinh/38201–38300 | 38201–38300 Danh sách các tiểu hành tinh/38201–38300 | 38201–38300 Danh sách các tiểu hành tinh/38201–38300 | 38201–38300 Danh sách các tiểu hành tinh/38201–38300 | 38201–38300 Danh sách các tiểu hành tinh/38201–38300 | 38301–38400 Danh sách các tiểu hành tinh/38301–38400 | 38301–38400 Danh sách các tiểu hành tinh/38301–38400 | 38301–38400 Danh sách các tiểu hành tinh/38301–38400 | 38301–38400 Danh sách các tiểu hành tinh/38301–38400 | 38301–38400 Danh sách các tiểu hành tinh/38301–38400 | 38401–38500 Danh sách các tiểu hành tinh/38401–38500 | 38401–38500 Danh sách các tiểu hành tinh/38401–38500 | 38401–38500 Danh sách các tiểu hành tinh/38401–38500 | 38401–38500 Danh sách các tiểu hành tinh/38401–38500 | 38401–38500 Danh sách các tiểu hành tinh/38401–38500 | 38501–38600 Danh sách các tiểu hành tinh/38501–38600 | 38501–38600 Danh sách các tiểu hành tinh/38501–38600 | 38501–38600 Danh sách các tiểu hành tinh/38501–38600 | 38501–38600 Danh sách các tiểu hành tinh/38501–38600 | 38501–38600 Danh sách các tiểu hành tinh/38501–38600 | 38601–38700 Danh sách các tiểu hành tinh/38601–38700 | 38601–38700 Danh sách các tiểu hành tinh/38601–38700 | 38601–38700 Danh sách các tiểu hành tinh/38601–38700 | 38601–38700 Danh sách các tiểu hành tinh/38601–38700 | 38601–38700 Danh sách các tiểu hành tinh/38601–38700 | 38701–38800 Danh sách các tiểu hành tinh/38701–38800 | 38701–38800 Danh sách các tiểu hành tinh/38701–38800 | 38701–38800 Danh sách các tiểu hành tinh/38701–38800 | 38701–38800 Danh sách các tiểu hành tinh/38701–38800 | 38701–38800 Danh sách các tiểu hành tinh/38701–38800 | 38801–38900 Danh sách các tiểu hành tinh/38801–38900 | 38801–38900 Danh sách các tiểu hành tinh/38801–38900 | 38801–38900 Danh sách các tiểu hành tinh/38801–38900 | 38801–38900 Danh sách các tiểu hành tinh/38801–38900 | 38801–38900 Danh sách các tiểu hành tinh/38801–38900 | 38901–39000 Danh sách các tiểu hành tinh/38901–39000 | 38901–39000 Danh sách các tiểu hành tinh/38901–39000 | 38901–39000 Danh sách các tiểu hành tinh/38901–39000 | 38901–39000 Danh sách các tiểu hành tinh/38901–39000 | 38901–39000 Danh sách các tiểu hành tinh/38901–39000 |
| ---------------------------------------------------- | ---------------------------------------------------- | ---------------------------------------------------- | ---------------------------------------------------- | ---------------------------------------------------- | ---------------------------------------------------- | ---------------------------------------------------- | ---------------------------------------------------- | ---------------------------------------------------- | ---------------------------------------------------- | ---------------------------------------------------- | ---------------------------------------------------- | ---------------------------------------------------- | ---------------------------------------------------- | ---------------------------------------------------- | ---------------------------------------------------- | ---------------------------------------------------- | ---------------------------------------------------- | ---------------------------------------------------- | ---------------------------------------------------- | ---------------------------------------------------- | ---------------------------------------------------- | ---------------------------------------------------- | ---------------------------------------------------- | ---------------------------------------------------- | ---------------------------------------------------- | ---------------------------------------------------- | ---------------------------------------------------- | ---------------------------------------------------- | ---------------------------------------------------- | ---------------------------------------------------- | ---------------------------------------------------- | ---------------------------------------------------- | ---------------------------------------------------- | ---------------------------------------------------- | ---------------------------------------------------- | ---------------------------------------------------- | ---------------------------------------------------- | ---------------------------------------------------- | ---------------------------------------------------- | ---------------------------------------------------- | ---------------------------------------------------- | ---------------------------------------------------- | ---------------------------------------------------- | ---------------------------------------------------- | ---------------------------------------------------- | ---------------------------------------------------- | ---------------------------------------------------- | ---------------------------------------------------- | ---------------------------------------------------- |